# R15 (Jordanien)
Die Route 15, bekannt als Desert Highway ist eine Fernstraße in Jordanien. Die Straße ist eine Nord-Süd-Strecke von der Grenze mit Syrien über Amman nach Aqaba im Süden. Die gesamte Strecke ist mit vier Fahrstreifen ausgebaut und es ist bedeutendste Straße des Landes. Die Route 15 ist 410 Kilometer lang.

## Straßenbeschreibung
Die Route 15 beginnt an der Grenze zu Syrien nördlich von al-Mafraq. Die Grenzübergang ist umfangreich ausgebaut und auf syrischer Seite führt die Straße als M5 nach Damaskus weiter. Die vierspurige Straße führt nach Süden durch eine trockene Landschaft. Die Straße führt um die jeweiligen Zentren der Orte herum. Bei al-Mafraq wird die 10 gekreuzt und bei Zarqa die 30. Bei Zarqa beginnt die Umgehungsstraße von Amman. Dieser Teil ist als sechsspurige Autobahn ausgebaut. Der Abschnitt ist 37 km lang und er ist die einzige echte Autobahn in Jordanien. Südlich von Amman führt die Straße wieder auf ihrer alten Route weiter und verläuft entlang am Flughafen von Amman vorbei, der sich südlich der Stadt befindet.
Weiter im Süden ist die Gegend sehr dünn besiedelt und mit nur einigen kleinen Dörfern entlang der Strecke. Die Straße hat weiterhin vier Fahrspuren, ist aber keine vollwertige Autobahn, obwohl sie in Art und Weise als eine solche fungiert. Sie überquert die gelegentlichen Nebenstraßen, die wichtigsten Verbindungen in die verschiedenen Gegenden. In der südlichen Wüste kreuzt sie die 50 und die 60, Route 15 verläuft parallel der 65. Die einzige große Stadt in der Wüste ist Maʿan, wo es die Möglichkeit gibt auf die 5 zu wechseln, die dann in Richtung Saudi-Arabien führt. Die Straße führt dann weiter nach Süden zur Stadt Aqaba der südlichsten Stadt von Jordanien. Früher führte die Straße in das Zentrum der Stadt, der zweispurige Neubau jedoch verläuft östlich der Stadt. Die alte Strecke in die Stadt hinein wird als 80 geführt.

## Geschichte
Die Route 15 ist die Hauptroute für den Durchgangsverkehr in Jordanien und wurde deshalb schon seit den 70er oder 80er Jahren mit vier Fahrspuren ausgebaut. Die Straße ist keine echte Autobahn wie auf vielen Karten angezeigt wird. Vor allem in der südlichen Wüste sind praktisch keine Verbindungen, so dass dieser Teil zwischen den spärlichen Kreuzungen nicht als Autobahn bezeichnet werden kann. Im Jahr 2011 wurde der Bypass Amman eröffnet. Dies ist die erste volle Autobahn von Jordanien und ist 37 Kilometer lang. So wird der Durchgangsverkehr nicht mehr durch Amman führen. Der alte Weg wurde doppelt als 25 nummeriert.

## Großstädte an der Autobahn
- al-Mafraq
- Zarqa
- Amman
- Al Jiza
- Maʿan
- Aqaba